# Янушевич, Зоя Васильевна
Зоя Васильевна Янушевич (18 апреля 1916 года, село Новая Гребля, Украина — 19 сентября 2005 года, город Рединг, Великобритания) — советский ботаник, доктор биологических наук, один из пионеров советской палеоэтноботаники.

## Биография
В 1937 году закончила Житомирский государственный сельскохозяйственный институт. Обучалась в аспирантуре в ленинградском Всесоюзном институте растениеводства (ВИР). В начале блокады Ленинграда З. В. Янушевич принимала участие в защите города и была награждена медалью «За оборону Ленинграда».
В июне 1946 года З. В. Янушевич защитила кандидатскую диссертацию по кок-сагызу, каучуконосу, который в то время рассматривался как важное стратегическое сырье. Она проработала в ВИРе до 1954 года. Затем по приглашению Академии Наук Молдавской ССР в числе других сотрудников ВИРа З. В. Янушевич переехала в Кишинёв, чтобы участвовать в организации Ботанического сада Молдавской Академии наук. С 1954 по 1971 годы старший научный сотрудник, а с 1971 по 1977 годы заведующий отделом интродукции культурных растений Ботанического сада АН Молдавии.
В 1970-е годы З. В. Янушевич сблизилась с группой молдавских археологов и увлеклась палеоэтноботаникой, которая в то время только зарождалась. З. В. Янушевич собирала и анализировала сведения о развитии культурных растений, их исторической географии, работая в Эрмитаже и Этнографическом музее Ленинграда, в археологических музеях Одессы, Киева, Москвы, Крыма. Результаты своих исследований З. В. Янушевич изложила в монографии «Культурные растения Юго-Запада СССР по палеоботаническим исследованиям». В ней З. В. Янушевич подтвердила правильность вавиловской теории центров происхождения культурных растений, внеся вместе с тем немало существенных уточнений о границах древних земледельческих областей, их взаимосвязи и исторической последовательности. З. В. Янушевич определила место и время возникновения важнейших культурных растений и пути их миграции. Этот труд лег в основу докторской диссертации З. В. Янушевич, которую она защитила в 1979 году.
З. В. Янушевич принимала участие в международных конференциях по палеоэтноботанике в ГДР, Болгарии, Чехословакии и Польше. Она получала приглашения на подобные конференции и из западных стран, но советские власти её не выпускали. З. В. Янушевич завершила свою научную деятельность в 1988 году, а в 1992 году переехала на постоянное место жительства к сыну в Англию.

## Сочинения
За свою жизнь З. В. Янушевич написала самостоятельно или в соавторстве около 60 работ.
- «Зимующий овес и горох в Молдавии». Кишинёв, 1969 (в соавторстве).
- «Дикорастущий виноград Молдавии». Кишинёв, 1971 (в соавторстве)
- «Новые формы томатов». Кишинёв, 1972.
- «Культурные растения юго-запада СССР по палеоботаническим исследованиям». Кишинёв, 1976

Кроме того, Зоя Васильевна Янушевич оставила после себя две книги воспоминаний, названные «Случайные записки», в которых, среди прочего, рассказывается о том, как ключевые моменты советской истории преломились в её жизни: голод 1933 года, 1937 год, блокада Ленинграда и другое.